# Хопфгартен (Тюрингия)
Хопфгартен (нем. Hopfgarten) — община в Германии, в земле Тюрингия.
Входит в состав района Веймар. Подчиняется управлению Грамметаль. Население составляет 627 человек (на 31 декабря 2010 года). Занимает площадь 9,09 км².